# Georges A. L. Boisselier
Pour les articles homonymes, voir Boisselier.
Georges A. L. Boisselier est un artiste peintre français représentatif de la peinture académique, né à Paris 2e le 15 mars 1876 et mort à Paris 7e le 5 novembre 1943.

## Biographie
Son père Louis Auguste Boisselier, né à Paris, est dessinateur, c'est de son union avec Zélie Louise Bosquet, née à Versailles, que vient au monde le 15 mars 1876 Georges Alexandre Lucien Boisselier au domicile de ses parents, le 112 rue d’Aboukir (il y réside jusqu’en 1899).

### Formation
Très jeune, il montre de grandes dispositions pour l'art et la peinture. Il entre dès l'âge de 14 ans à l'École des beaux-arts de Paris ; élève de Gabriel Ferrier, il y obtient de très nombreuses médailles. Il est également élève de William Bouguereau de 1892 à 1895 à l'Académie Julian. Il monte en loge pour la première fois en 1895 au concours du Grand Prix de Rome à l’âge de 19 ans, il participe à ce concours à plusieurs reprises jusqu'en 1904. Il remporte le Second grand prix de Rome en peinture de 1903 pour son Retour de l'Enfant prodigue.

### Un artiste académique
Au début de sa longue carrière, il peint de nombreuses œuvres sur des thèmes historiques, bibliques et mythologiques. Reconnu comme portraitiste de grand talent, il exécute de nombreuses commandes pour la bourgeoisie, la haute société, le monde littéraire et celui du spectacle. Présent au Salon des artistes français dès 1898, il reçoit rapidement des distinctions, médaille de 3e classe en 1901, médaille d'or en 1921. Hors concours, il laisse une notoriété indiscutée.
À Paris, à partir du début des années 1900, Boisselier habite successivement au 5 rue des Beaux-Arts, puis au 70 bis rue Notre-Dame-des-Champs ; cette dernière abrite de nombreux ateliers d'artistes célèbres dont celui de son illustre ancien professeur William Bouguereau qui y possède un hôtel particulier.
En Bretagne en été 1911, Georges A. L. Boisselier achète un terrain à Pors-Carn dans la commune de Saint-Guénolé (Penmarc'h). Il y fait construire une petite maison qu’il meuble en style breton. En 1925, il construit sur une parcelle attenante une autre villa inspirée de l’architecture des maisons de pêcheurs, il la dote d’un atelier de peinture, la villa est nommée Ker Loÿs, pour Louis, prénom de son père en Breton. Georges A. L. Boisselier laisse dans le « pays » le souvenir d'un personne simple et amicale, en contact avec les habitants, il apprend même le breton pour faciliter son intégration. Après son décès, son neveu Maurice Boisselier, industriel dans le textile à Paris, hérite de la maison qu'il transmet ensuite à ses enfants, ces derniers cèdent la villa à une famille belge qui la possède encore et lui conserve son âme.

### Un passionné d'archéologie préhistorique
Georges A. L. Boisselier est aussi passionné de préhistoire : il est à l’origine avec quelques autres érudits du musée de la Préhistoire finistérienne de Pors-Carn à Saint-Guénolé (Penmarc'h), il en est le conservateur de 1932 à 1939. Il devient aussi membre de la Société préhistorique française en 1937.
Cette passion pour l'archéologie est le résultat d'un coup de foudre, il a l'occasion en juillet 1917 de faire quelques fouilles dans un cimetière marnien, près de Châlons-en-Champagne, où les hasards de la Grande Guerre le font stationner. À la suite de cette expérience, il décide après la paix de s'adonner à l'archéologie préhistorique dans sa propriété bretonne de Pors-Carn, qui renferme le célèbre tumulus de Rosmeur.
En août 1919, il groupe quelques bonnes volontés et des fouilles sont entreprises autour de la presqu'île de la Torche. Ces fouilles prennent vite de l'importance. Les Kjôkkenmôdings de la Torche que l'Océan achèvent de détruire ; les nécropoles de Roz-an-Trémen offrent un bel embryon de collections qui reçoivent l'hospitalité chez lui, alors naît l'idée d'un musée de Préhistoire régionale, encouragée par le Dr Louis Capitan et le chanoine Jean-Marie Abgrall, président de la Société préhistorique de Quimper.
Il meurt, célibataire, le 5 novembre 1943 à la clinique Oudinot dans le 7e arrondissement de Paris.

## Distinctions
- Officier d'académie
- Chevalier de la Légion d'honneur (décret du 27 décembre 1923). Il est fait chevalier par le général Charpy le 3 avril 1924.

## Œuvres
(liste non exhaustive, par ordre chronologique)
| Tableau                                | Titre                                                                                 | Date d'exécution | Support et dimensions            | Expositions, notes | Lieu de conservation                                        |
| -------------------------------------- | ------------------------------------------------------------------------------------- | ---------------- | -------------------------------- | --- | ----------------------------------------------------------- |
|                                        | Sainte Geneviève arrêtant les Huns                                                    | 1895             | huile sur toile 32 × 40 cm       | | Localisation inconnue                                       |
|                                        | Figure peinte                                                                         | 1896             | huile sur toile 81 × 65 cm       | Concours de la figure peinte | École des beaux-arts de Paris                               |
|                                        | Torse ou demi-figure peinte                                                           | 1897             | huile sur toile 100 × 81 cm      | Concours de la demi-figure peinte | École des beaux-arts de Paris                               |
|                                        | Portrait de M. Auguste Boisselier père de l'artiste                                   | c.1898           | huile                            | Salon des artistes français, Paris 1898 | Collection privée                                           |
|                                        | Jésus apaise la tempête                                                               | 1899             | huile sur toile 33 × 41 cm       | Concours d'esquisse peinte | École des beaux-arts de Paris                               |
|                                        | Portrait de M. le médecin inspecteur général Armand Napoléon-Thadée Dujardin-Beaumetz | c.1901           | huile                            | Salon des artistes français, Paris 1901 | Musée du service de santé des armées                        |
|                                        | Le Christ guérissant les aveugles                                                     | c.1901           | huile sur toile 146 × 114 cm     | | Musée Baron-Martin, Gray (Haute-Saône)                      |
|                                        | Pêcheurs apercevant le Christ marchant sur les eaux                                   | c.1901           | huile                            | Salon des artistes français, Paris 1901 | Localisation inconnue                                       |
|                                        | Portrait de M. Maurice Quentin-Bauchard                                               | c.1902           | huile                            | Salon des artistes français, Paris 1902 | Localisation inconnue                                       |
|                                        | Portrait de M. Adolphe d'Espie alias Jean de la Hire d’Espie                          | c.1903           | huile                            | Salon des artistes français, Paris 1903 | Localisation inconnue                                       |
|                                        | Portrait de Mme Auguste Boisselier née Bosquet, mère de l'artiste                     | c.1903           | huile                            | Salon des artistes français, Paris 1903 | Collection privée                                           |
|                                        | Le Retour de l'enfant prodigue                                                        | 1903             | huile sur toile 146 × 115 cm     | Second grand prix de Rome en 1903 | Musée des beaux-arts de Besançon                            |
|                                        | Portrait du Dr G. Périès ancien professeur à la faculté de théologie de Washington    | c.1904           | huile                            | Salon des artistes français, Paris 1904 | Localisation inconnue                                       |
|                                        | Portrait du M. S.-T. Eyre                                                             | c.1905           | huile                            | Salon des artistes français, Paris 1905 | Localisation inconnue                                       |
|                                        | Portrait de M. Louis Auguste Boisselier père de l'artiste                             | 1906             | huile sur toile 40,5 × 33 cm     | Salon des artistes français, Paris 1906 | Localisation inconnue                                       |
|                                        | Le corps de Léandre ramené et pleuré par les néréides                                 | c.1906           | huile                            | Salon des artistes français, Paris 1906 | Localisation inconnue                                       |
|                                        | Portrait de femme en buste de profil                                                  | 1906             | huile sur toile 55 × 46 cm ovale | | Localisation inconnue                                       |
|                                        | Portrait de M. Léon Fontaine                                                          | 1906             | huile sur panneau 23 × 17,5 cm   | Léon Fontaine, surnommé Petit Bleu, grand ami de Guy de Maupassant                                                                                        | Collection privée                                           |
|                                        | La Vague et le Roc                                                                    | c.1907           | huile sur toile                  | Salon des artistes français Paris 1907 | Localisation inconnue                                       |
|                                        | Péniches devant le Pont Marie                                                         | 1907             | huile sur panneau 24 × 33 cm     | | Localisation inconnue                                       |
|                                        | Portrait du violoncelliste Henri Choinet                                              | c.1908           | huile                            | Salon des artistes français, Paris 1908 | Localisation inconnue                                       |
|                                        | Portrait de Mme Rebel                                                                 | c.1909           | huile                            | Salon des artistes français, Paris 1909 | Localisation inconnue                                       |
|                                        | Portrait de M. Alain Chartier                                                         | 1909             | huile                            | Salon des artistes français, Paris 1909 | Localisation inconnue                                       |
| Portrait Louis Auguste Boisselier 1909 | Portrait de M. Louis Auguste Boisselier père de l'artiste                             | 1909             | huile sur panneau 33 × 26 cm     | | localisation inconnue                                       |
|                                        | Portrait de M. Léon Bernard de la comédie française                                   | 1909             | huile sur toile                  | Salon des artistes français Paris 1910 | bibliothèque-musée de la Comédie-Française                  |
|                                        | Portrait d'homme en uniforme                                                          | 1910             | huile sur panneau 41 × 32,5 cm   | Le sujet est décoré de la Médaille Militaire, de la Médaille Coloniale et est chevalier de l’Ordre de l’Etoile d’Anjouan (ancien protectorat des Comores) | Collection privée                                           |
|                                        | Monseigneur le Comte de Bourgade La Dardye, camérier secret de S.S. Léon XIII         | 1910             | huile sur panneau 40 × 32 cm     | | Localisation inconnue                                       |
|                                        | Portrait de M. Le Docteur Villaret                                                    | c.1910           | huile                            | Salon des artistes français, Paris 1910 | Localisation inconnue                                       |
|                                        | Femme rousse au miroir                                                                | c.1910           | huile sur toile 156 × 140,5 cm   | | Localisation inconnue                                       |
|                                        | Portrait d'homme                                                                      | 1911             | huile sur toile 40,6 × 32,4 cm   | | Localisation inconnue                                       |
|                                        | Portrait d'un magistrat                                                               | 1911             | huile sur panneau 41 × 31 cm     | | Localisation inconnue                                       |
|                                        | Portrait de M. René Weiss                                                             | c.1911           | huile                            | Salon des artistes français, Paris 1911 | Localisation inconnue                                       |
|                                        | Portrait de M. Rosa Giovanni di Belgirate                                             | c.1911           | huile                            | Salon des artistes français, Paris 1911 | Localisation inconnue                                       |
| Georges A. L. Boisselier               | Autoportrait de Georges A. L. Boisselier à l'âge de 36 ans (aetatis sua XXXVI)        | c.1912           | huile                            | | Localisation inconnue                                       |
|                                        | Portrait de Maître Henry Mutel                                                        | c.1912           | huile                            | Salon des artistes français, Paris 1912 | Localisation inconnue                                       |
|                                        | Portrait de Mme Mac-Carthy                                                            | c.1912           | huile                            | Salon des artistes français, Paris 1912 | Localisation inconnue                                       |
|                                        | Portrait de M. Léon Bernard dans le rôle de Chrysale (l' Ecole des femmes)            | 1914             | huile sur panneau 26,6 × 23,4 cm | | Musée Carnavalet, Paris                                     |
| Bigoudène aux pommes                   | Bigoudène épluchant des pommes                                                        | 1919             | huile sur toile 46 × 57 cm       | | Localisation inconnue                                       |
|                                        | Portrait de M. Georges Le Roy                                                         | 1920             | huile sur panneau 30 × 23,2 cm   | | Musée Carnavalet, Paris                                     |
|                                        | Portrait de M. Adrien Dariac, député, ancien ministre                                 | c.1920           | huile                            | Salon des artistes français, Paris 1920 | Localisation inconnue                                       |
|                                        | Portrait de femme                                                                     | 1921             | huile sur toile 46 × 38 cm       | | Localisation inconnue                                       |
|                                        | Portrait de Maitre Paul Dumont                                                        | 1922             | huile sur toile 65 × 54 cm       | | Localisation inconnue                                       |
|                                        | Portrait de Madame Foreau                                                             | 1923             | huile sur panneau 46 × 37,5 cm   | | Localisation inconnue                                       |
|                                        | Louis XI porteur du collier de l'Ordre de Saint-Michel                                | 1925             | huile sur toile 119 × 94 cm      | | Musée de la Légion d'honneur, Paris salle des ordres royaux |
|                                        | Portrait de Martin de Briey                                                           | c.1925           | huile                            | Ce portrait de Martin de Briey auteur du livre "La Maria-Fosca" illustre le frontispice de l'ouvrage                                                      | Localisation inconnue                                       |
|                                        | La Pointe du Raz                                                                      | c.1925           | huile sur carton 32 × 40 cm      | | Localisation inconnue                                       |
|                                        | Fileuse bretonne au rouet                                                             | 1928             | huile sur panneau 55,5 × 45 cm   | | Localisation inconnue                                       |
|                                        | La Bonne dans l'office de la villa Ker Loÿs                                           | c.1928           | huile sur panneau 48 × 33 cm     | | Localisation inconnue                                       |
|                                        | Préparation du repas dans la cuisine de Ker Loÿs                                      | c.1928           | huile sur panneau 55 × 46 cm     | | Localisation inconnue                                       |
|                                        | Bigoudènes dans la salle de la villa Ker Loÿs                                         | 1930             | huile sur toile 60 × 50 cm       | | Localisation inconnue                                       |
|                                        | Le Ravaudeur de filet à Penmarc'h (lit-clos dans la villa Ker Loÿs)                   | c.1930           | huile sur toile 50 × 61 cm       | | Localisation inconnue                                       |
|                                        | Sardiniers à St Guénolé                                                               | c.1930           | huile sur toile 33 × 41 cm       | | Localisation inconnue                                       |
|                                        | Marine en Bretagne                                                                    | c.1930           | huile sur toile 33 × 46 cm       | | Localisation inconnue                                       |